# پل میزراکی
پل میزراکی (فرانسوی: Paul Misraki‎؛ ‏ ۲۸ ژانویهٔ ۱۹۰۸ – ۳۰ اکتبر ۱۹۹۸) آهنگساز، خوانندهٔ مؤلف، خواننده، نوازنده پیانو و نویسنده اهل فرانسه بود. در طول بیش از ۶۰ سال، میزراکی موسیقی ۱۳۰ فیلم را نوشت و در آثار کارگردانانی مانند ژان رنوار، کلود شابرول، ژاک بکر، ژان پیر ملویل، ژان لوک گدار، هانری ژرژ کلوزو و اورسن ولز همکاری کرد.
از فیلم‌هایی که وی در آن‌ها نقش داشته است، می‌توان به تطهیر بچه، حمله روبات‌ها و آتول کا اشاره نمود.

به خاطر کارش، او را شوالیه لژیون دونور کردند.

## جوایز
او برندهٔ جوایزی همچون نشان هنر و ادب و لژیون دونور (شوالیه) شده‌است.